# قطعنامه ۶۷۱ شورای امنیت
قطعنامه ۶۷۱ شورای امنیت سازمان ملل متحد که در تاریخ ۲۷ سپتامبر ۱۹۹۰ تصویب شد، سندی بین‌المللی دربارهٔ ایران-عراق است. این قطعنامه طی نشست ۲۹۴۴ام با ۱۵ رای موافق، ۰ مخالف و ۰ ممتنع تصویب شد.